# 苺 (前田愛のアルバム)
『苺』（いちご）は、前田愛のベスト・アルバム。

## 概要
- 前田はオリジナル・アルバムを発売したことがないので、本作が初のアルバムということになる。
- 『15』と同時発売。
- 初回盤は、DVDが付属。
- 11曲目から15曲目はボーナストラック扱い。

## 収録曲

### CD
1. BREAK OUT!! (4:16)
作詞:日永沙絵子、作曲:菊池圭介、編曲:菊池圭介
2. 青空をゆく雲のように (4:19)
作詞:井上輝彦、作曲:金井江右、編曲:渡部チェル
3. Fallin'Angel (6:18)
作詞:小室みつ子、作曲:木根尚登、編曲:湯浅公一
4. THE ETERNAL MIRACLE -永遠なる奇蹟- (4:28)
作詞:倉橋サダヨシ、作曲:倉橋サダヨシ、編曲:倉橋サダヨシ
5. いつでも逢えるから (4:35)
作詞:三浦徳子、作曲:障子久美、編曲:障子久美
6. On The Hill 〜風を感じて〜 (5:07)
作詞:木根尚登、作曲:木根尚登、編曲:湯浅公一
7. keep on (4:57)
作詞:NK、作曲:木根尚登、編曲:木根尚登・湯浅公一
8. LIKE A CANDLE (6:44)
作詞:山本英美、作曲:木根尚登、編曲:湯浅公一
9. I wish -15th MEMORIAL VERSION- (3:59)
作詞:三浦徳子、作曲:白川善久、編曲:竹中文一
10. あしたへのじゅもん (3:45)
作詞:遠藤夏海、作曲:渡部チェル、編曲:渡部チェル
11. 光のティアラ (4:03)
作詞:京えりこ、作曲:佐藤準、編曲:佐藤準
12. 僕ら☆Believer (2:54)
作詞:京えりこ、作曲:佐藤準、編曲:佐藤準
13. Boys & Girls (5:23)
作詞:Erika、作曲:岩﨑元是、編曲:岩崎元是
14. GATHER, TOGETHER (4:32)
作詞:田辺智沙、作曲:岩崎元是、編曲:岩崎元是
15. Over The Rainbow 〜七色の虹をこえて〜 -15th MEMORIAL VERSION- (5:02)
作詞:田光誠、作曲:田光誠、編曲:玉木千尋

### DVD
1. I wish
2. keep on